# Erpelle-Cosina
Erpelle-Cosina (in sloveno Hrpelje-Kozina [xəɾˈpeːljɛ]) è un comune della Slovenia di 5 131 abitanti appartenente alla regione del Litorale-Carso, situato nel territorio carsico ai limiti della regione storico-geografica istriana. Confina direttamente con l'Italia nei pressi di Trieste ed è uno dei valichi di frontiera più usati dai turisti con destinazione Fiume, le isole del Quarnaro, la Dalmazia e la parte orientale dell'Istria. Il comune confina a sud-est con la Croazia attraverso un altopiano calcareo chiamato Cicceria.

## Geografia fisica

### Corsi d'acqua principali
- Torrente Peril (Perila);
- torrente Rosandra (Glinščica);
- torrente Grisa (Grižnik);
- rio Bersnizza (Brsnica);

### Monti principali
- Monte Rasusizza (Glavičarka/Rasušica), 1082 m;
- Monte Sabni (Žabnik), 1023 m;
- Monte Guardia (Straža), 758 m;
- Monte Orlich (Orlek), 665 m;
- Monte Ferro (Železna reber), 639 m;
- Monte Bellavista (Videž), 664 m;
- Monte Castellaro (V. Gradišče), 742 m;
- Monte Taiano (Slavnik), 1024 m.

## Storia
Il comune di Erpelle-Cosina fu istituito nel 1923, nel periodo di appartenenza al Regno d'Italia, unendo la frazione di Erpelle del comune di Matteria con la località di Cosina del comune di Roditti, più le frazioni di Occisla, Poggio, Piedimonte, Cernotich e San Servolo già chiamate Comune di Occisla-Clanzo sotto l'Austria, e parte della frazione di Draga; il capoluogo fu posto nella località di Cosina. Il comune era inquadrato nel mandamento di Capodistria della neoistituita Provincia di Pola.
Dopo l'occupazione del 1944-45 e il definitivo passaggio alla Jugoslavia previsto dal trattato di pace del 1947, il comune mantenne la denominazione e fu inquadrato nella Repubblica Socialista di Slovenia, seguendone le sorti al momento della dichiarazione d'indipendenza e del successivo conflitto nel 1991.
Erpelle fino al 1959 era capolinea della ferrovia della "Val Rosandra" che collegava la Stazione di Trieste Campo Marzio con la ferrovia Istriana.

## Società

### Lingue e dialetti
| %      | Ripartizione linguistica (gruppi principali) |
| ------ | -------------------------------------------- |
| 2,50%  | madrelingua bosniaca                         |
| 4,01%  | madrelingua croata                           |
| 87,02% | madrelingua slovena                          |

## Geografia antropica

### Località
Il comune di Erpelle-Cosina è diviso in 40 insediamenti (naselja):
- Artuise (Artviže)
- Baccia di Matteria (Bač pri Materiji)
- Becca (Beka)
- Bresenza (Prešnica)
- Bresovizza Marenzi (Brezovica)
- Bresovoberdo (Brezovo Brdo)
- Calcizza (Kovčice)
- Chervari (Krvavi potok)
- Clanzo (Klanec)
- Cosina (Kozina)
- Coticcina (Hotniča)
- Dulna (Odolina)
- Erpelle (Hrpelje), sede comunale
- Giavorie (Javorje)
- Golazzo (Golac)
- Gradischie di Castelnuovo (Gradišče pri Materiji)
- Gradiscizza (Gradišica)
- Loce Grande (Velike Loče)
- Marcossina[2] (Markovšina)
- Matteria[2] (Materija)
- Mersane (Mrše)
- Micheli (Mihele)
- Nazire (Nasirec)
- Obrovo Santa Maria[2] (Obrov)
- Occisla (Ocizla)
- Orecca (Orehek pri Materiji)
- Ostrovizza (Ostrovica)
- Petrigna (Petrinje)
- Pogliane di Castelnuovo (Poljane pri Podgradu)
- Patisane (Povžane)
- Rittomece (Ritomeče)
- Roditti[2] (Rodik)
- Rosizze (Rožice)
- San Pietro di Madrasso[2] (Klanec pri Kozini)
- Scandaussina (Skadanščina)
- Slivia di Castelnuovo (Slivje)
- Sloppe (Slope)
- Tatre della Birchinia(Tatre [v Brkinih])
- Tubliano o Tublie di Erpelle (Tublje pri Hrpeljah)
- Verpogliano (Vrhpolje)

## Infrastrutture e trasporti

### Strade
Il comune è attraversato dalla strada statale 7 slovena, appartenente alla strada europea E61.

### Ferrovie
Il comune è servito dalla stazione di Erpelle-Cosina sulla ferrovia Istriana (e, fino al 1958, capolinea della ferrovia Trieste-Erpelle, poi dismessa). 
La frazione di Bresenza è servita dall'omonima stazione sulla ferrovia Istriana e sulla diramazione, che parte appunto da tale fermata, denominata ferrovia Bresenza-Capodistria.